# Sportverein Mattersburg 2008-2009
Questa pagina raccoglie i dati riguardanti lo Sportverein Mattersburg nelle competizioni ufficiali della stagione 2008-2009.

## Rosa
Aggiornata al 30 maggio 2009.
| N. |                                 | Ruolo | Calciatore          |
| -- | ------------------------------- | ----- | ------------------- |
| 1  | Austria (bandiera)              | P     | Thomas Borenitsch   |
| 2  | Austria (bandiera)              | D     | Alexander Pöllhuber |
| 3  | Macedonia del Nord (bandiera)   | D     | Goce Sedloski       |
| 4  | Bosnia ed Erzegovina (bandiera) | D     | Nedeljko Malić      |
| 5  | Austria (bandiera)              | C     | Michael Mörz        |
| 6  | Austria (bandiera)              | D     | Anton Pauschenwein  |
| 7  | Bosnia ed Erzegovina (bandiera) | D     | Adnan Mravac        |
| 8  | Germania (bandiera)             | A     | Carsten Jancker     |
| 9  | Austria (bandiera)              | A     | Thomas Wagner       |
| 11 | Austria (bandiera)              | A     | Matthias Lindner    |
| 12 | Austria (bandiera)              | D     | Manuel Seidl        |
| 13 | Austria (bandiera)              | C     | Mario Lösch         |
| 14 | Austria (bandiera)              | C     | Dominik Doleschal   |

| N. |                               | Ruolo | Calciatore         |
| -- | ----------------------------- | ----- | ------------------ |
| 15 | Austria (bandiera)            | C     | Jürgen Mansberger  |
| 17 | Ungheria (bandiera)           | C     | Ákos Kovrig        |
| 18 | Austria (bandiera)            | D     | Lukas Rath         |
| 19 | Austria (bandiera)            | C     | Markus Schmidt     |
| 20 | Austria (bandiera)            | C     | Thomas Salamon     |
| 21 | Austria (bandiera)            | P     | Stefan Bliem       |
| 22 | Austria (bandiera)            | P     | Roland Gerdenitsch |
| 23 | Austria (bandiera)            | C     | Patrick Kogler     |
| 24 | Macedonia del Nord (bandiera) | A     | Ilčo Naumoski      |
| 25 | Svezia (bandiera)             | C     | Mattias Lindström  |
| 26 | Ungheria (bandiera)           | D     | Csaba Csizmadia    |
| 27 | Austria (bandiera)            | C     | Cem Atan           |
| 28 | Austria (bandiera)            | C     | Ronald Spuller     |